# Alvhem
Alvhem is een plaats in de gemeente Ale in het landschap Västergötland en de provincie Västra Götalands län in Zweden. De plaats heeft 232 inwoners (2005) en een oppervlakte van 21 hectare. De plaats ligt ten oosten van de rivier de Göta älv, op een afstand van circa 40 kilometer ten noordoosten van Göteborg.